# Закон Оукена

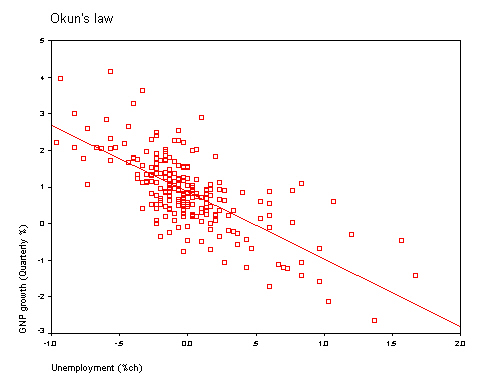
Зависимость между уровнем безработицы и темпом роста ВВП (США, 1947—2002)

Зако́н О́укена — эмпирическая зависимость между темпом роста ВВП и уровнем безработицы, предполагающая, что снижение темпа роста ВВП на 2 % приводит к повышению уровня безработицы на 1 %. При этом точкой отсчета берется темп роста ВВП в 3 % в год.
Закон назван по имени американского экономиста Артура Оукена. В реальности это не закон, а тенденция со множеством ограничений по странам, регионам, миру в целом и периодам времени.
{\displaystyle {\frac {Y-Y*}{Y*}}=-Bu_{c}},
где Y — фактический ВВП,
Y* — потенциальный ВВП,
{\displaystyle u_{c}} — уровень циклической безработицы,
B — эмпирический коэффициент чувствительности (обычно принимается 2). По каждой стране в зависимости от периода будет свой коэффициент B.
Из формулы следует, что если циклическая безработица в стране отсутствует, фактический ВНП равен потенциальному, то есть в экономике задействованы все возможные производственные ресурсы.
Следствие из закона Оукена:
{\displaystyle {\frac {Y_{1}-Y_{0}}{Y_{0}}}=-{\frac {B(u_{1}-u_{0})}{1-Bu_{0}}}}
- {\displaystyle Y_{1},u_{1}} — ВНП и уровень безработицы в текущем периоде
- {\displaystyle Y_{0},u_{0}} — ВНП и уровень безработицы в базовом периоде

Практика показывает, что закон Оукена выполняется далеко не всегда, то есть не является универсальным экономическим законом.